# Прокаин
Прокаин (новокаин, гидрохлорид диэтиламиноэтилового эфира п-аминобензойной кислоты) — анестетик с умеренной активностью.

## История возникновения
С 1884 года в качестве анестетика активно применялся кокаин. Однако почти сразу были обнаружены его негативные влияния на организм: он вызывал отравления, возникновение зависимости (многие врачи стали наркоманами), в целом был токсичен, относительно малоэффективен, а также дорог в производстве. Токсичность и наркотическое действие усугублялось быстрым распространением кокаина от анестезируемых частей тела по всему организму. Долго химики работали с амино-, гидроксо-, и карбоксильными группами, получая при этом неводорастворимые вещества, которые, следовательно, могли обезболивать только кожу и другие поверхности, но не проникали внутрь тканей самостоятельно (при этом обладая также высокой кислотностью, из-за чего не могли использоваться в инъекциях), часто вызывали раздражение, были токсичны, и к тому же, как правило, обладали меньшим анестезирующим воздействием, чем кокаин. Группа химиков во главе с Альфредом Эйнхорном в течение 13 лет получили ряд веществ (ортоформ, неоортоформ, нирванин и др.), которые также были малопригодны по вышеуказанным причинам, но в итоге ими в 1904 году всё же было синтезировано вещество гидрохлорид парааминобензоилдиэтиламиноэтанола, которое обладало подходящими свойствами и в 1906 году было запатентовано под названием «новокаин» (с лат. новый кокаин) и начало выпускаться фирмой «Хёхст».

## Фармакологическое действие
Местное анестезирующее средство с умеренной анестезирующей активностью и большой широтой терапевтического действия. Являясь слабым основанием, блокирует Na+-каналы и препятствует генерации импульсов в окончаниях чувствительных нервов и проведению импульсов по нервным волокнам. Изменяет потенциал действия в мембранах нервных клеток без выраженного влияния на потенциал покоя. Подавляет проведение не только болевых, но и импульсов другой модальности. При всасывании и непосредственном сосудистом введении в ток крови снижает возбудимость периферических холинергических систем, уменьшает образование и высвобождение ацетилхолина из преганглионарных окончаний (обладает некоторым ганглиоблокирующим действием), устраняет спазм гладкой мускулатуры, уменьшает возбудимость миокарда и моторных зон коры головного мозга. При внутривенном введении оказывает анальгезирующее, противошоковое, гипотензивное и антиаритмическое действие (увеличивает эффективный рефрактерный период, снижает возбудимость, автоматизм и проводимость), в больших дозах может нарушать нервно-мышечную проводимость. Устраняет нисходящие тормозные влияния ретикулярной формации ствола мозга. Угнетает полисинаптические рефлексы. В больших дозах может вызывать судороги. Обладает короткой анестезирующей активностью (продолжительность инфильтрационной анестезии составляет 0,5—1 ч). При внутримышечном введении эффективен у пожилых пациентов на ранних стадиях заболеваний, связанных с функциональными нарушениями центральной нервной системы (артериальная гипертензия, спазмы коронарных сосудов и сосудов мозга и др.).

## Фармакокинетика
Подвергается полной системной абсорбции. Степень абсорбции зависит от места и пути введения (особенно от васкуляризации и скорости кровотока в области введения) и итоговой дозы (количества и концентрации). Быстро гидролизуется эстеразами плазмы и печени с образованием 2 основных фармакологически активных метаболитов: диэтиламиноэтанола (обладает умеренным сосудорасширяющим действием) и ПАБК (является конкурентным антагонистом сульфаниламидных химиотерапевтических лекарственных средств и может ослабить их противомикробное действие). T½ — 30—50 с, в неонатальном периоде — 54—114 с. Выводится преимущественно почками в виде метаболитов, в неизмененном виде выводится не более 2 %.

## Показания
Инфильтрационная (в том числе внутрикостная), проводниковая, эпидуральная, спинальная анестезия; терминальная (поверхностная) анестезия (в оториноларингологии); вагосимпатическая шейная и паранефральная блокада, ретробульбарная (регионарная) анестезия. Ректально: геморрой, трещины заднего прохода. Ранее назначался по таким показаниям, как язвенная болезнь желудка и двенадцатиперстной кишки, тошнота, неспецифический язвенный колит, зуд кожи (атопический дерматит, экзема), кератит, иридоциклит, глаукома.

## Противопоказания
Гиперчувствительность (в том числе к ПАБК и др. местным анестетикам-эфирам). Для анестезии методом ползучего инфильтрата: выраженные фиброзные изменения в тканях; для субарахноидальной анестезии — AV блокада, кровотечения, артериальная гипотензия, шок, инфицирование места проведения люмбальной пункции, септицемия. C осторожностью: Экстренные операции, сопровождающиеся острой кровопотерей, состояния, сопровождающиеся снижением печеночного кровотока (например при ХСН, заболеваниях печени), прогрессирование сердечно-сосудистой недостаточности (обычно вследствие развития блокад сердца и шока), воспалительные заболевания или инфицирование места инъекции, дефицит псевдохолинэстеразы, почечная недостаточность, детский возраст (до 18 лет), у пожилых пациентов (старше 65 лет), тяжелобольных, ослабленных больных, беременность, период родов. Для субарахноидальной анестезии: боль в спине, инфекции головного мозга, доброкачественные и злокачественные новообразования головного мозга, коагулопатии, мигрень, субарахноидальное кровоизлияние, артериальная гипотензия, парестезии кожи, психозы, истерия, неконтактные больные, невозможность проведения пункции из-за деформации позвоночника.

## Режим дозирования
Для инфильтрационной анестезии 350—600 мг 0,25—0,5 % растворы; для анестезии по методу Вишневского (тугая ползучая инфильтрация) — 0,125—0,25 % растворы; для проводниковой анестезии — 1—2 % растворы (до 25 мл); для эпидуральной — 2 % раствор (20—25 мл); для спинальной — 5 % раствор (2—3 мл); для терминальной анестезии (в оториноларингологии) — 10—20 % раствор. Для уменьшения всасывания и удлинения действия при местной анестезии, дополнительно вводят 0,1 % раствор эпинефрина гидрохлорида — по 1 капле на 2—5—10 мл раствора прокаина. При паранефральной блокаде (по А. В. Вишневскому) в околопочечную клетчатку вводят 50—80 мл 0,5 % раствора или 100—150 мл 0,25 % раствора, а при вагосимпатической блокаде — 30—100 мл 0,25 % раствора. 10 % раствор применяют также для электрофоретического введения. Высшие дозы для инфильтрационной анестезии для взрослых: первая разовая доза в начале операции — не выше 1 г 0,25 % раствора (500 мл) и 0,75 г 0,5 % раствора (150 мл). Максимальная доза для применения у детей до 15 мг/кг. Ректально: предварительно освободив свечу от контурной упаковки при помощи ножниц (разрезав упаковку по контуру свечи), вводят её глубоко в задний проход (после очистительной клизмы или самопроизвольного освобождения кишечника) 1—2 раза в день. Также применяют раствор новокаина для растворения препаратов согласно инструкции препарата, с которым его нужно разводить.

## Побочные эффекты

### Со стороныцентральнойипериферической нервной системы
Головная боль, головокружение, сонливость, слабость, двигательное беспокойство, потеря сознания, судороги, тризм, тремор, зрительные и слуховые нарушения, нистагм, синдром конского хвоста (паралич ног, парестезии), паралич дыхательных мышц, блок моторный и чувствительный, респираторный паралич чаще развивается при субарахноидальной анестезии.

### Со стороны сердечно-сосудистой системы
Повышение или снижение артериального давления, периферическая вазодилатация, коллапс, брадикардия, аритмии, боль в грудной клетке.

### Со сторонымочевыделительной системы
Непроизвольное мочеиспускание.

### Со стороныпищеварительной системы
Тошнота, рвота, непроизвольная дефекация.

### Со стороны крови
Метгемоглобинемия.

### Аллергические реакции
Зуд кожи, кожная сыпь, др. анафилактические реакции (в том числе анафилактический шок), крапивница (на коже и слизистых оболочках).

### Прочие
Возвращение боли, стойкая анестезия, гипотермия, импотенция; при анестезии в стоматологии: нечувствительность и парестезии губ и языка, удлинение анестезии.

## Передозировка

### Симптомы
Бледность кожных покровов и слизистых оболочек, головокружение, тошнота, рвота, «холодный» пот, учащение дыхания, тахикардия, снижение артериального давления, вплоть до коллапса, апноэ, метгемоглобинемия. Действие на центральную нервную систему проявляется чувством страха, галлюцинациями, судорогами, двигательным возбуждением.

### Лечение
Поддержание адекватной легочной вентиляции с ингаляцией кислорода, внутривенное введение короткодействующих лекарственных средств для общей анестезии, в тяжелых случаях — дезинтоксикационная и симптоматическая терапия.

## Особые указания
Пациентам требуется контроль функций сердечно-сосудистой системы, дыхательной системы и центральной нервной системы. Необходимо отменить ингибиторы МАО за 10 дней до введения местного анестетика. В период лечения необходимо соблюдать осторожность при вождении автотранспорта и занятии др. потенциально опасными видами деятельности, требующими повышенной концентрации внимания и быстроты психомоторных реакций.

## Взаимодействие
Местные анестетики усиливают угнетающее действие на центральную нервную систему др. Антикоагулянты (ардепарин, далтепарин, данапароид, эноксапарин, гепарин, варфарин) повышают риск развития кровотечений. При обработке места инъекции местного анестетика дезинфицирующими растворами, содержащими тяжелые металлы, повышается риск развития местной реакции в виде болезненности и отека. При использовании местноанестезирующих лекарственных средств для спинальной и эпидуральной анестезии с гуанадрелем, гуанетидином, мекамиламином, триметафаном повышается риск развития резкого снижения артериального давления и брадикардии. Использование с ингибиторами МАО (фуразолидон, прокарбазин, селегилин) повышает риск развития гипотензии. Усиливают и удлиняют действие миорелаксирующих лекарственных средств. При назначении прокаина совместно с наркотическими анальгетиками отмечается аддитивный эффект, что используется при проведении спинальной и эпидуральной анестезии, при этом усиливается угнетение дыхания. Вазоконстрикторы (эпинефрин, метоксамин, фенилэфрин) удлиняют местноанестезирующее действие. Прокаин снижает антимиастеническое действие лекарственных средств, особенно при использовании его в высоких дозах, что требует дополнительной коррекции лечения миастении. Ингибиторы холинэстеразы (антимиастенические лекарственные средства, циклофосфамид, демекарин, экотиофат, тиотепа) снижают метаболизм местноанестезирующих лекарственных средств. Метаболит прокаина (ПАБК) является антагонистом сульфаниламидов.

## Лекарственная форма
Мазь для наружного применения, раствор для инъекций, суппозитории ректальные.
Помимо чистого вещества существуют и комбинированные препараты, содержащие в своем составе прокаин, к примеру, сульфокамфокаин.

## Упоминания
В романе Рэя Брэдбери «451 градус по Фаренгейту» электрический пёс использует прокаиновую иглу для замедления Гая Монтэга и убийства случайного прохожего.